# Platanthera hookeri
Platanthera hookeri är en orkidéart som först beskrevs av John Torrey, och fick sitt nu gällande namn av John Lindley. Platanthera hookeri ingår i släktet nattvioler, och familjen orkidéer. Inga underarter finns listade i Catalogue of Life.

## Bildgalleri

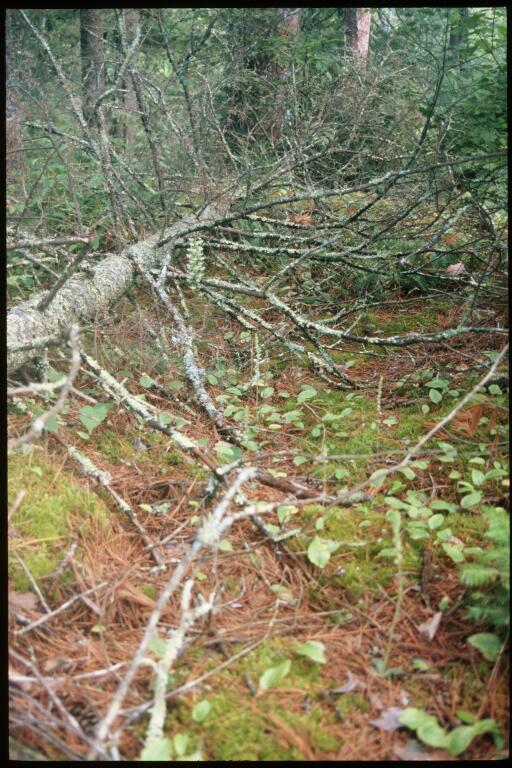
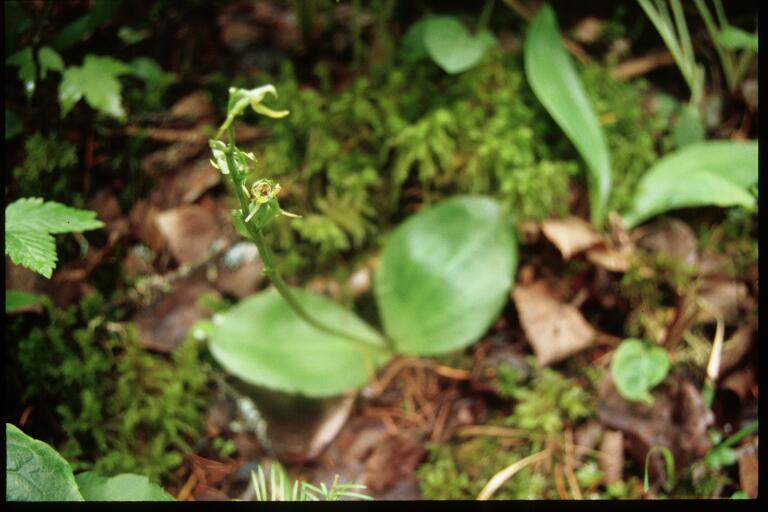
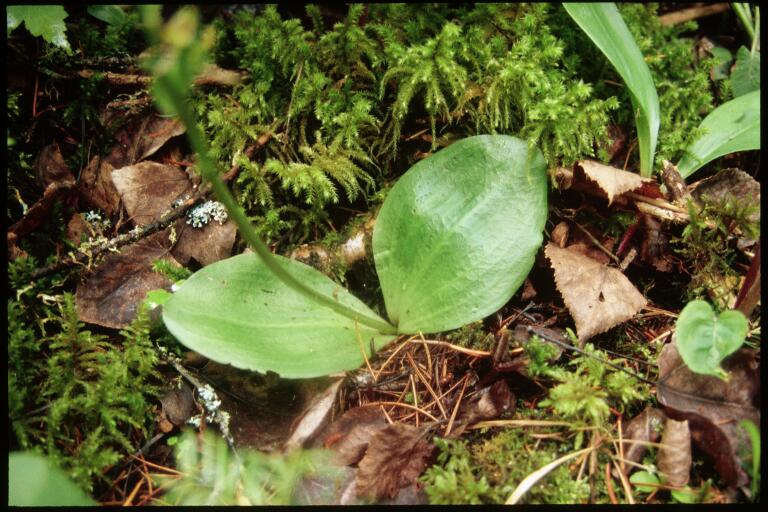
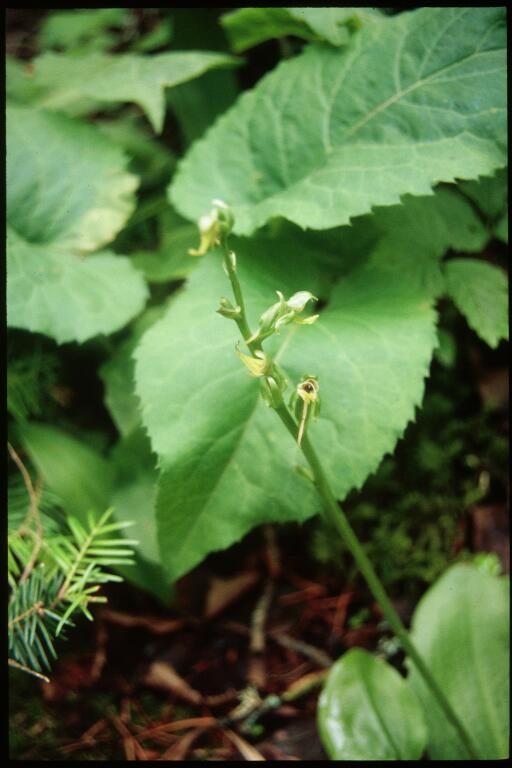
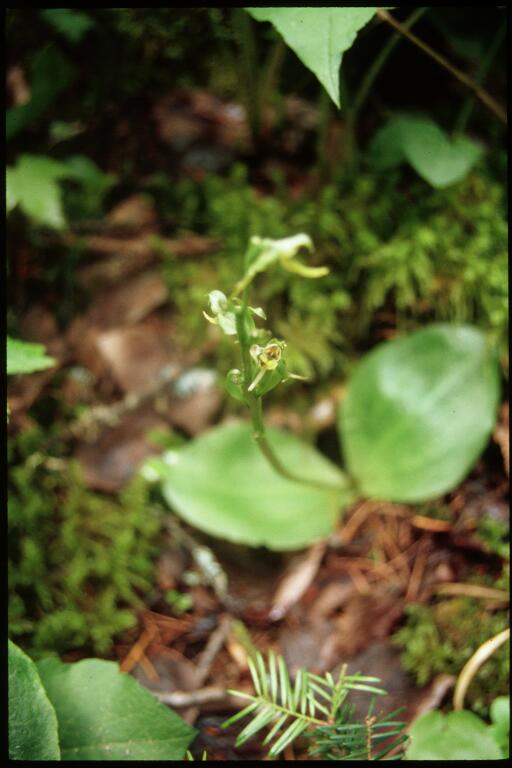